# 長野郷土史研究会
長野郷土史研究会（ながのきょうどしけんきゅうかい）は、長野県の郷土史・歴史愛好家の会である。会員は長野市・上水内郡・長野県内をはじめ全国にいる。その研究対象は長野県全域にとどまらず、県と接する地域や長野県とつながりのある全国各地にまで及んでいる。

## 歴史
初代会長である小林計一郎が、1958年『善光寺と長野の歴史』を刊行する際、発行所名として「長野郷土史研究会」を用いたことがその始まりである。1961年から史跡めぐりや講演会等の活動を開始。1964年には地域研究誌である機関誌『長野』を創刊した。
2006年に小林計一郎の息子・小林一郎が二代目会長に就任。活動は小林計一郎の没後も続き、2014年には『長野』創刊50年、2015年には『長野』300号を発行。2017年には副会長・小林玲子が姉妹団体「長野の絵解きを広める会」を設立。
2023年には創立65年を迎えた。

## 主な活動と果たした役割
長野郷土史研究会が実践するのは、「郷土史によるまちづくり」である。
初期から行われた史跡めぐりは、ありきたりの観光地ではない全国各地の史跡を見学し、地域の魅力を再発見。地域おこしにもつながった。
講演会・講習会は多くの会員や一般の人々に向けて行われ、古文書解読の講座では多くの指導者も育成した。古文書講座は二代目会長が引き継ぎ、現在はYouTubeも使って古文書の解読を広めている。
その他、以下のような活動を行ってきた。
- 善光寺七福神の制定 - 具体的な「まちづくり」として郷土史研究にもとづき制定。姉妹団体の「歴史の町長野を紡ぐ会」を立ち上げ、普及に努めた。
- 善光寺縁起の出版・絵解き - 翻刻し、現代語訳・注釈を付けた『善光寺如来縁起』を出版。またその縁起を絵にした「善光寺如来絵伝」の絵解きを復活させた。
- 絵解きの継承 - 善光寺の信仰が絵解きによって全国に広まったことに着目。絵解きの復興に努めた。「長野の絵解きを広める会」も発足させ、近隣の寺院の絵解きも支援している。
- 「日本一の門前町・善光寺表参道」の普及 - 2011年に出版した「善光寺表参道まち歩き」のマップをそう命名。名称を発信した。
- 善光寺と門前町の伝説を発信 - 『門前町伝説案内』『伝説の寺、善光寺』などを出版。消えつつあった伝説を掘り起こし、発信した。
- 一茶の句碑を建立 - 小林一茶がしばしば訪れた善光寺と門前町に注目。長野市による九基の句碑の建立に協力した。
- 伝統行事の調査と参加の呼びかけ - 善光寺と門前町に伝わる数々の伝統行事を調査、継承活動に尽力した。

## 機関誌『長野』
1964年に創刊された会の機関誌『長野』は、1966年には学術刊行物の認可を受けた。長野県北信地域に事務所を置く地域研究誌としては、最も長い伝統がある。『長野』の編集は小林計一郎から息子で二代目会長の小林一郎に引き継がれた。245号からはさらにその息子である小林竜太郎（小林計一郎の孫）が編集を行っている。
同誌は2000以上の論文や手記を掲載してきた。内容は多岐に及んでいるが、とりわけ善光寺関係が多く、善光寺史の研究に『長野』は欠かすことができない。小林一茶についても同様である。また『長野』は随時、特集号を設け、飯綱・戸隠、飢饉・災害、山城・館などをテーマにユニークな特集を組んできた。
また、一般の人々が参加する長野郷土史研究会の特色を活かし、手記を集めた「太平洋戦争特集号」や「歴史の証言」などは、貴重な歴史資料となっている。
同誌は国立国会図書館や主な図書館に収蔵され、閲覧することができる。また、創刊号から70号までのバックナンバーはCD-ROM化されている。

## 発行所として
長野郷土史研究会は当初発行所名だったが、その後も出版物発行所として、地域の文化に大きく貢献してきた。
小林計一郎の初期の著書、『善光寺と長野の歴史』（1958年）、『川中島の戦』（1959年）、『俳人一茶』（1961年）はいずれも長野郷土史研究会を発行所として刊行された。教職を退いた小林計一郎は1996年にエッセイ集『信濃の春秋』を刊行したが、これも同様である。
長野郷土史研究会の会員も、会を発行所として研究成果を発表した。それには以下のようなものがある。
- 関川千代丸、玉木義和『御領内寺社制札写』（1962年）
- 関川千代丸『古文書・絵図目録』（1970年）
- 霜田巌『三輪神社とその周辺』（1968年）、『近世三輪村史料集』（1972年）
- 内田貞雄『長野市箱清水史料集』（1975年）
- 臼井良作『本陣の記録』（1975年）
- 小林済『善光寺之碑文集』（1977年）
- 広瀬紀子『堀家の歴史』（1978年）

このほか、長野郷土史研究会鬼無里支部・吉田支部等が、支部名で地域の書籍を刊行している。
また、「発行」ではなく、「長野郷土史研究会編」として刊行された史料集もある。
- 「長野市史料集」第一集『中越庚申講中人別帳』（1982年）、第二集『平林若者連永代記録』（1962年）
- 『松代藩堂宮改帳』（1962年）
- 『長野市の筆塚』第二集（1984年）
- 『古文書練習帳』（一～五集）

## 近年の著書
「企画 長野郷土史研究会」となっている。
- 『門前町伝説案内 ～善光寺表参道歩きの基礎知識～』小林一郎（2003年、龍鳳書房）
- 『善光寺縁起ものがたり』坂内直頼 著、小林一郎 訳（2009年、光竜堂）
- 『伝説の寺、善光寺』小林一郎・小林玲子 著（2009年、光竜堂）
- 『「釈迦涅槃図」と長野の絵解き―台本と解説―』小林一郎・小林玲子 著（2015年、光竜堂）
- 『善光寺を守る諏訪の神と御柱 付・全国各地方の御柱一覧』小林一郎・小林玲子 著（2022年、光竜堂）

長野郷土史研究会テキストブックシリーズ
- 『善光寺繁昌記 ―明治10年、長野のにぎわい』長尾無墨 著、小林一郎 訳（2008年、光竜堂）
- 『絵解きで伝える善光寺参り ―千年前から千年先へ―』小林一郎・小林玲子 著（2015年、光竜堂）
- 『長野のまちと映画館 120年とその未来』小林竜太郎 著 （2017年、光竜堂）
- 『善光寺四十九霊地 ―善光寺と長野の七名所―』小林一郎・小林玲子 著（2018年、光竜堂）
- 『善光寺の一茶 200年、句が生き続ける門前町』小林一郎 著（2018年、光竜堂）
- 『善光寺に手紙を送った聖徳太子 1400年の交流』小林一郎 著（2021年、光竜堂）